# Peterhof

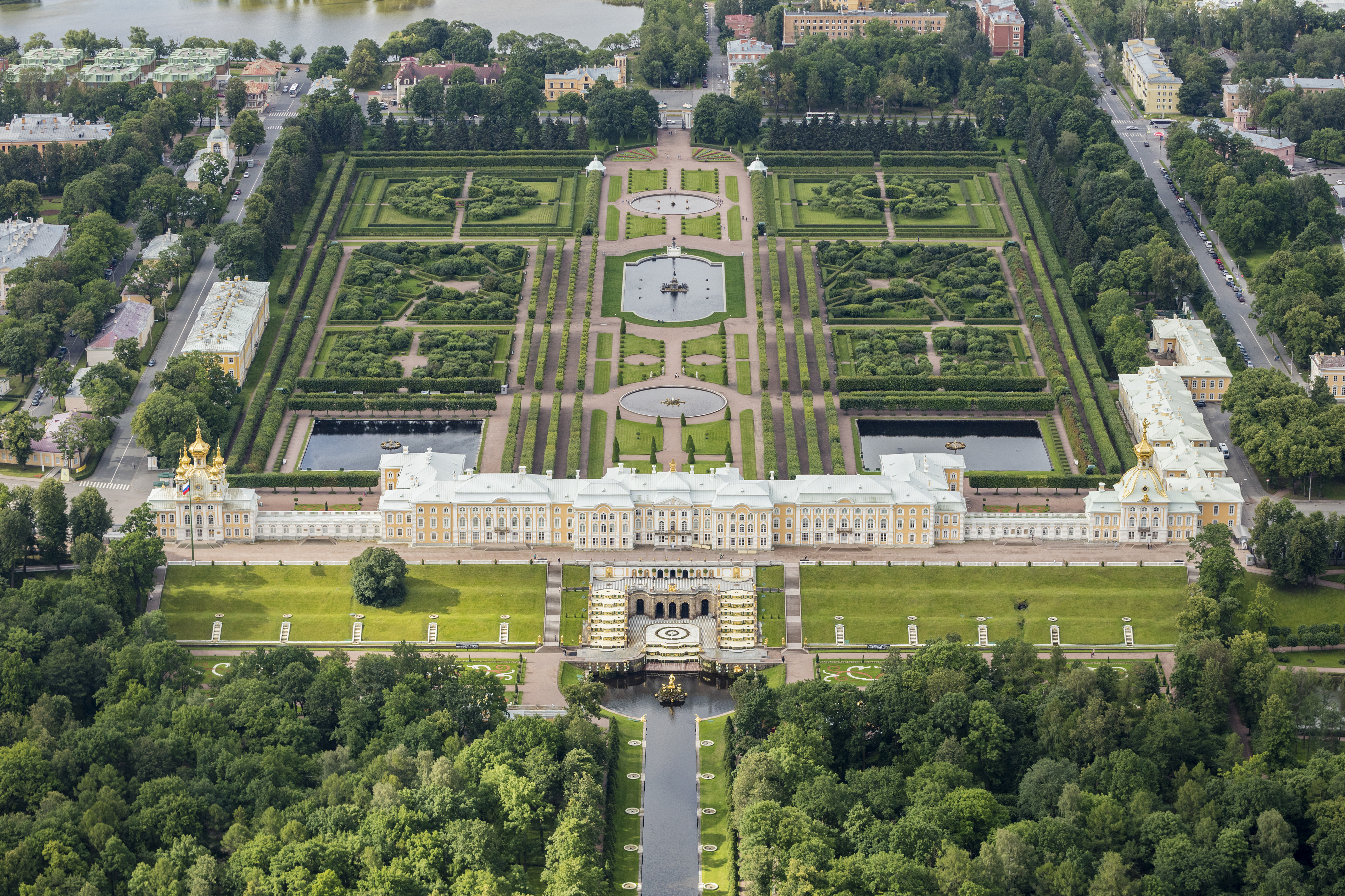
Peterhof.

Peterhof (em russo:Петерго́ф - Petergof; originalmente Peterhof, que em alemão significa "Corte/Jardim de Pedro) é um conjunto de palácios e jardins, distribuídos sob as ordens de Pedro, o Grande, e por vezes chamado de "Versailles Russo". Fica situado nas proximidades de uma cidade de 82 000 habitantes com o mesmo nome, a cerca de trinta quilómetros da antiga capital russa, São Petersburgo (20 km a Oeste e 6 km a Sul), com vista para o Golfo da Finlândia, um braço do Mar Báltico. Assim como todo o Centro Histórico de São Petersburgo, o palácio do Peterhof faz parte do Património Mundial da UNESCO. 
Conhecida por ter servido de habitação ao fundador da cidade, o Czar Pedro, O Grande, foi erguida entre os anos de 1714 e 1725. No entanto, o monarca já planeava construir este magnífico edifício desde 1705, dois anos depois da fundação de São Petersburgo, a "Cidade de São Pedro". 
A maior e mais bonita fonte de todo o parque, A Grande Cascata, prolonga-se por um grande canal, o Canal do Mar, até ao Mar Báltico. Ao longo dos vários hectares de parque, o Peterhof tem mais de cento e vinte fontes, todas elas de grande beleza e imponência. Todo o conjunto merece uma visita atenta, tanto pelo luxo dos interiores como pela magnificência do parque. 

## História
Na época de Pedro, o Grande, o mar a Norte de Peterhof e para Este em direcção a São Petersburgo, era demasiado superficial para permitir a navegação de barcos comerciais ou de navios de guerra. No entanto, para Oeste de Peterhof, o mar era suficientemente profundo para navios de alto-mar. Consequentemente, quando Pedro, o Grande decidiu erigir São Petersburgo no extremo oriental do Golfo da Finlândia, começou por tomar a Ilha de Kotlin aos Suecos em 1703, a qual era claramente visível a partir de Peterhof, situada no meio do golfo, a Nordeste. Na ilha de Kotlin o monarca construiria o porto comercial de São Petersburgo, tal como as fortificações de Kronstadt, ao longo de uma linha de 20 quilómetros de mar superficial, para defender a marinha que ele formaria. 

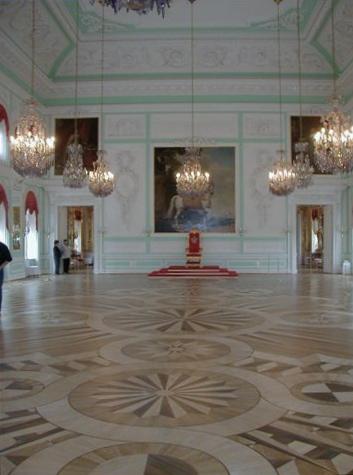
A Grande Sala do Trono, em Peterhof.

No dia 27 de junho de 1709, dia de São Sansão, deu-se a Batalha de Poltava, na qual Pedro, o Grande conseguiu repelir as tropas do Rei Carlos XII da Suécia, o que lhe permitiu assumir de novo ao Golfo da Finlândia, controlando a franja litoral entre Duina Ocidental e Vyborg. Estes territórios, considerados pelos russos como a porta do Ocidente, eram uma premissa essencial para garantir o desenvolvimento económico do país. A Batalha de Poltava merecia, por isso, ser dignamente celebrada, e a melhor forma de fazê-lo seria através da construção de uma sumptuosa residência que fosse capaz de rivalizar com os mais faustosos palácios dos soberanos Ocidentais e, ao mesmo tempo , constituísse um símbolo do seu poder autocrático. Contudo, foi necessário esperar até 1714 para que, consolidadas as posições russas no Báltico Meridional com a Batalha Naval de Hanögudde, as obras pudessem ser iniciadas, num local junto ao mar e à fortaleza marítima de Kronstadt, onde Pedro, o Grande se instalava, desde 1705, durante as suas permanências em São Petersburgo.
As primeiras menções de Pedro, o Grande a Peterhof encontram-se no seu diário, com data de 1705, durante a Grande Guerra do Norte, referindo-se a ele como um bom local de construção de um pouso para usar nas viagens de e para a fortaleza insular de Kronstadt. Em 1714, Pedro começou a construção, no que viria a ser o parque de Peterhof, do palácio de Monplaisir (meu prazer), baseado nos seus próprios esboços. Este foi o Palácio de Verão que Pedro usaria nas suas viagens entre a Europa e o porto marítimo de Kronstadt. Nas paredes deste seu palácio litoral encontram-se suspensas centenas de pinturas que Pedro trouxe da Europa, e que resistiram aos frios Invernos russos, juntamente com a humidade própria da proximidade do mar . Na esquina de Monplaisir virada ao mar, Pedro instalou o seu Estúdio Marítimo, do qual podia ver a Ilha de  Kronstadt para a esquerda e São Petersburgo para a direita . Mais tarde, ampliou os seus planos, incluindo um vasto conjunto de palácios e jardins, seguindo o modelo do Palácio de Versailles. Os palácios e jardins de Petrodvorets foram aumentados por cada um dos Czares que sucederam a Pedro, mas a maior parte das contribuições foram concluídas por Pedro, o Grande, cerca de 1725. Pedro chegou a conceber planos para um palácio semelhante em Strelna, a  pouca distância para Este, mas estes foram abandonados.

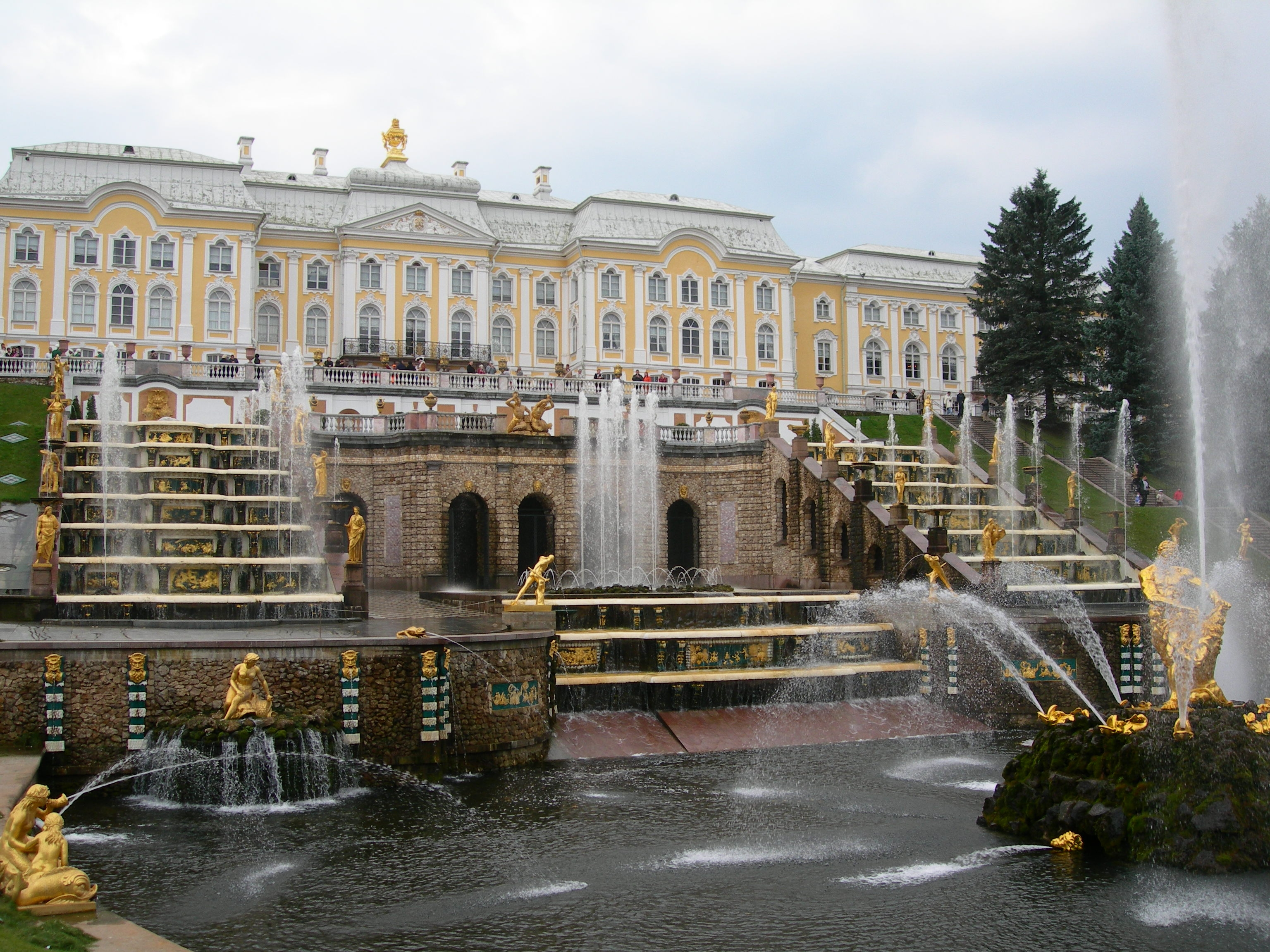
A fachada do Grande Palácio, de Peterhof.

Peterhof, originalmente, tinha uma aparência bastante diferente da actual. Muitas das fontes ainda não haviam sido instaladas. Nem o Parque de Alexandre nem os Jardins Superiores existiam (o último era usado para o cultivo de vegetais e os seus tanques como viveiros de peixe. A Fonte de Sansão e o seu maciço pedestal ainda não fora instalado no Canal Marítimo e o próprio canal era usado como uma grande marina que entrava pelo complexo. Do mesmo modo, a Grande Cascata estava mais esparsamente decorada na sua traça original.
Isabel da Rússia, a filha e sucessora de Pedro, o Grande, também se instalou em Peterhof, onde encarregou o arquitecto italiano Bartolomeo Rastrelli de proceder a várias obras de ampliação, sendo as mais notáveis as empreendidas no Bolsoi Palaty (Grande Palácio), em resposta ao desejo de Isabel por um palácio mais adequado às exigências de representação da Corte. Depois de concluídas as obras, o palácio estava apto para acolher a Imperatriz Isabel, os hóspedes das suas memoráveis festas e os intelectuais do seu salão, como o historiador Tatiscev, o poeta Kantemir, ou o escritor e cientista Lomonosov, o fundador da Universidade de Moscovo.
Outra das Imperatrizes da Rússia a passar por Peterhof foi Catarina II, cujas festas, espectáculos pirotécnicos conversas eruditas com a nata da inteligentzia europeia, além do já conhecido desfile de amantes, alegraram as suas permanências no palácio. O espírito iluminado do seu reinado reflecte-se no equilíbrio interior das salas mais tardias do palácio, datadas da segunda metade do século XVIII, segundo austeros e imponentes cânones Neoclássicos, executados por G. Veldten, discípulo de Rastrelli.
Ao longo do século XIX Peterhof continuou a ser residência Imperial, tendo assistido à construção do Neogótico Parque de Alexandria, onde se ergue o pavilhão de Nicolau I e uma capela mandada construir por ele. Neste século foram ainda ampliadas fontes já existentes e construídas outras de novo.

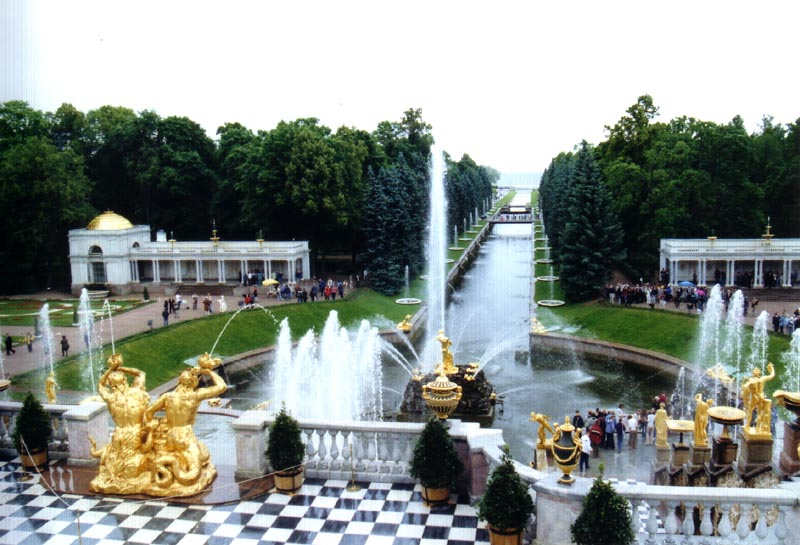
O Canal Marítimo, em Peterhof.

Já no século XX Peterhof sofreu gravíssimos danos, que pareciam irreparáveis, durante a Segunda Guerra Mundial. Quando se iniciou o conflito houve uma tentativa de evacuar as obras de arte e enterrar as esculturas. Nos poucos meses que mediaram entre o despoletar da guerra a Oeste e a chegada do Exército Alemão, os empregados conseguiram salvar apenas uma parte dos tesouros dos palácios e fontes. Foi feita uma tentativa de desmantelar e enterrar as esculturas das fontes, mas três quartos delas, incluindo todas as maiores, permaneceram no lugar. Apesar de todos os esforços, nada impediu que as tropas nazis se instalassem em Peterhof, tal como em Tsarskoye Selo, em Setembro de 1941, onde permaneceram até janeiro de 1944 e de onde prepararam o longo cerco a Leninegrado. As forças ocupantes do exército alemão provocaram grandes destruições, especialmente depois do fim do Cerco a Leninegrado: foram derrubadas árvores centenárias nos dois parques; o Grande Palácio foi pilhado e incendiado; A Grande Cascata foi pelos ares; os Pavilhões de Marly, Monplaisir e Ermitage ficaram semidestruídos; fontes e cascatas quase desapareceram, e as esculturas que sobreviveram foram levadas para a Alemanha. Na realidade, foi muito pouco o que restou. Felizmente, pouco depois do fim da guerra foi iniciado um minucioso programa de restauro que conseguiu restituir ao conjunto o seu aspecto primitivo.
em 1944, o nome foi mudado para Petrodvorets (Palácio de Pedro), como resultado do sentimento antigermânico e por motivos de propaganda, mas o nome original acabou por ser reposto em 1997, pelo governo da Rússia pós-soviética.
Em 2003, São Petersburgo celebrou o seu 300º aniversário. Como resultado, grande parte do edifício e da estatuária forma restaurados e abundam os novos trabalhos em talha dourada.

## Os palácios
Peterhof é uma verdadeira jóia da arte e da arquitectura russas, que vai muito para além do Grande Palácio. Na verdade, o conjunto é formado por mais dezanove outros palacetes, villas e pavilhões, espalhados pelo parque de 1 000 hectares, abrindo perspectivas inesperadas por entre a espessa vegetação. De entre estas construções destacam-se os Pavilhões de Monplaisir, Marly e Ermitage.
Do centro do Peterhof partem, radialmente, cinco avenidas que se dirigem para o mar: as quatro laterais, duplas, conduzem aos pavilhões de Monplaisir e do Ermitage; a central ladeia a parte esquerda do canal e conduz ao pequeno pórtico. No centro do lago, no qual começa o citado canal, das fauces abertas do leão eleva-se um repuxo de 20 metros, o mais alto dos dois mil que existem no Parque Inferior.

### O Grande Palácio
O maior dos palácios de Peterhof parece realmente imponente quando visto, tanto dos Jardins Inferiores como dos Jardins Superiores, mas na verdade é bastante estreito e não demasiado grande. Das suas cerca de trinta salas, várias delas merecem destaque. 
O núcleo original do Grande Palácio (Bolshoi Dvorets) foi criado para Pedro I da Rússia, pelo francês Alexandre Le Blond. Este edifício passou a dominar o soberbo declive do Parque Inferior a partir de 1725, disposto para entreter e acolher os ócios estivais do casal Imperial, embora por pouco tempo, uma vez que Pedro faleceu nesse mesmo ano.
De entre os vários filhos e netos que sucederam a Pedro I no Trono da Rússia, merece destaque Isabel da Rússia, Czarina da Rússia entre 1741 e 1762, a qual desejava um palácio mais adequado às exigências de representação da Corte. Por esse motivo encarregou o arquitecto italiano Bartolomeo Rastrelli de, entre várias outras obras, alterar o modesto palacete de três andares usado pelo seu pai, mas sem o destruir. As obras, que duraram entre 1747 e 1752, revelaram-se difíceis mas, trabalhando com obstinação e depois de modificar o projecto por três vezes, Rastrelli conseguiu responder ao pedido. Esta remodelação alterou definitivamente a face do palácio, no entanto, a estrutura original do edifício, com a parte central unida por meio de breves galerias aos dois corpos laterais, pode ser captada nas suas linhas essenciais, por baixo das reconstruções posteriores.
O interior do Grande Palácio também foi profundamente retocado. Do velho palácio só se salvou o estúdio de Pedro, o Grande, com a sua panóplia de armas e a sua sóbria decoração. Tudo o resto foi confiado a equipas de estucadores, entalhadores e decoradores, que limparam salas, salões e boudoirs dos seus revestimentos e esculturas de madeira, molduras, vasos e grinaldas, enquanto os especialistas em pavimentos rivalizavam na criação de complicadas fantasias geométricas.

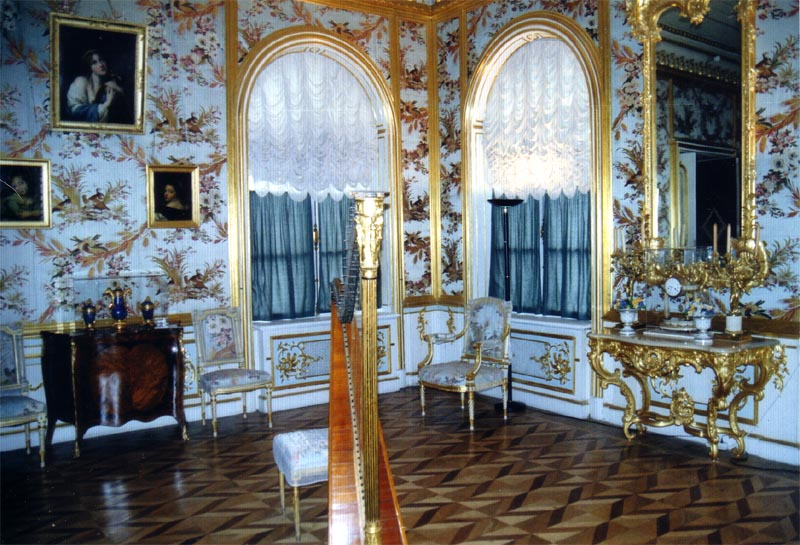
O interior de Peterhof, em estilo francês.

Também Catarina II deixou importantes marcas no interior do palácio. Entre as salas realizadas por G. Veldten, encontram-se: a fria Sala do Trono, presidida por um retrato equestre da própria Czarina; o Salão Branco, destinado às refeições de gala; e a Sala de Chesma  (Salão de Honra), dedicada à vitória da frota russa sobre os turcos na Batalha de Chesma. Outras salas a merecer destaque são o Salão das Perdizes, a Sala dos Retratos e os exóticos Gabinetes Chineses.
A sala de Chesma está decorada com doze grandes pinturas sobre a batalha do mesmo nome, uma retumbante vitória naval da Guerra Russo-Turca, (1768-1774. Estes quadros foram pintados entre 1771 e 1773 pelo arftista alemão Jacob Philipp Hackert. As suas primeiras interpretações das grandes cenas da batalha foram criticadas por testemunhas, por não mostrarem, de uma forma realista, o efeito das explosões dos navios — as madeiras voadoras, grandes chamas, fumo e bolas de fogo. Catarina II assistiu o artista, ao fazer explodir uma fragata no porto de Livorno, Itália, para benefício de Hackert, que nunca assistira a uma batalha naval. Hackert também não investigou as posições reais das forças russas e turcas durante a batalha e, por esse motivo, as cenas representadas são um tanto fantásticas, embora transmitam, efectivamente, o drama e a destruição de uma batalha naval. 
Os Gabinetes Chineses Este e Oeste foram decorados entre 1766 e 1769 para exibirem objectos de artes decorativas, importados do Oriente. As paredes foram decoradas com imitações de padrões Orientais, feitos pelos artesãos russos, e por pinturas suspensas representando paisagens chinesas em laca amarela e preta.. 
Outra sala, localizada no centro do palácio, recebe o nome de Sala dos Retratos. As suas paredes estão quase totalmente cobertas por uma série de 368 retratos, a maior parte de mulheres vestidas de forma diversa, diferindo na aparência e mesmo na idade, e a maioria deles com um único modelo. Estes foram comprados, em 1764, à viúva do artista italiano  P. Rotari, que morreu em São Petersburgo.

### Monplaisir
Monplaisir foi o primeiro pavilhão construído por Pedro, o Grande no parque de Peterhof. Era aqui que o Pedro tinha o seu Estúdio Marítimo, do qual podia ver a Ilha de Kronstadt e São Petersburgo.
É o mais elegante dos edifícios construídos no parque. É uma construção baixa, de ladrilho, de linhas muito simples e ladeada por duas galerias fechadas por pequenos pavilhões; o interior é igualmente simples, com salas de boiseries (apainelamentos), painéis lacados e pequenas louças de majólica. A fachada meridional, aligeirada por grandes janelas, dá para um dos ângulos mais belos e retirados de todo o conjunto: um pequeno e silencioso jardim quadrado, cheio de canteiros floridos, ousadas fontes, esculturas de bronze dourado e repuxos de água que brotam inesperadamente entre os matagais.
É neste pavilhão que se reúne uma parte da rica colecção de arte que Pedro, o Grande foi adquirindo durante as suas viagens ao estrangeiro.

### Ermitage
Sempre perto do mar, no extremo oposto do parque em relação a Monplaisir, ergue-se, isolado, o Ermitage, um pavilhão de dois andares construído entre 1721 e 1727, por I. Braunstein, também com a intervenção de Pedro, o Grande. Com efeito, foi o monarca quem ordenou que o gradeamento das janelas e varandas tivesse o mesmo desenho que figurava na proa do Inguermanlandia, o navio almirante da frota russa.
Este pavilhão alberga, actualmente, uma pequena mas representativa pinacoteca.

### Kapella
A Capela Gótica de Peterhof é a mais imponente das estruturas neogóticas situadas no Parque de Alexandria. Foi desenhada, a pedido de Nicolau I, pelo elegante arquitecto Karl Friedrich Schinkel, em 1829. 
A igreja foi erguida entre 1831 e 1833 sob a direcção de Adam Menelaws e Ludwig Charlemagne. O escultor Vasily Demut-Malinovsky desenhou 43 figuras de cobre que se alinham nas paredes. Apesar da exuberância gótica do exterior, a estrutura interior funcionou como uma igreja Ortodoxa, devotada a São Alexandre Nevsky, antes da Revolução Russa de 1917. O interior, seriamente danificado durante a Segunda Guerra Mundial, só seria restaurada a partir de 1998. 
Durante a trasladação da Imperatriz Maria Fyodorovna, em Setembro de 2006, o seu caixão foi trazido para esta capela, a qual serviu como sua igreja durante o reinado de Alexandre III. No dia 27 de setembro de 2006, foi realizado na igreja um serviço fúnebre em sua intenção .

### Outros elementos
Entre os edifícios mandados construir por Pedro, o Grande encontra-se ainda o Pavilhão de Marly, em referência ao Château de Marly. Nos Jardins Inferiores ergue-se uma grande Orangerie (Laranjal, Estufa), uma estrutura típica deste período.
A Este dos Jardins Inferiores encontra-se o Parque de Alexandria, com as suas estruturas neogóticas  do século XIX. É neste parque que se ergue o Pavilhão de Nicolau I e a Kapella, mandada construir pelo mesmo monarca.

## O Parque
A Norte, em suave declive para o mar, cortado verticalmente pelo Canal Marítimo (Morskoi Kanal), abrem-se os Jardins Inferiores (Nizhny Sad), um amplo terreno com 1,02 km. quadrados que servos e camponeses, sob as ordens dos melhores mestres-jardineiros russos, beneficiaram e sanearam, cobrindo-os de nova terra , traçando caminhos e veredas e repovoando-os com abetos, bétulas, bordos, amieiros, tílias, árvores de fruto e arbustos de adorno. A maior parte das fontes de Peterhof estão contidas aqui, assim como vários pavilhões e edifícios exteriores. 

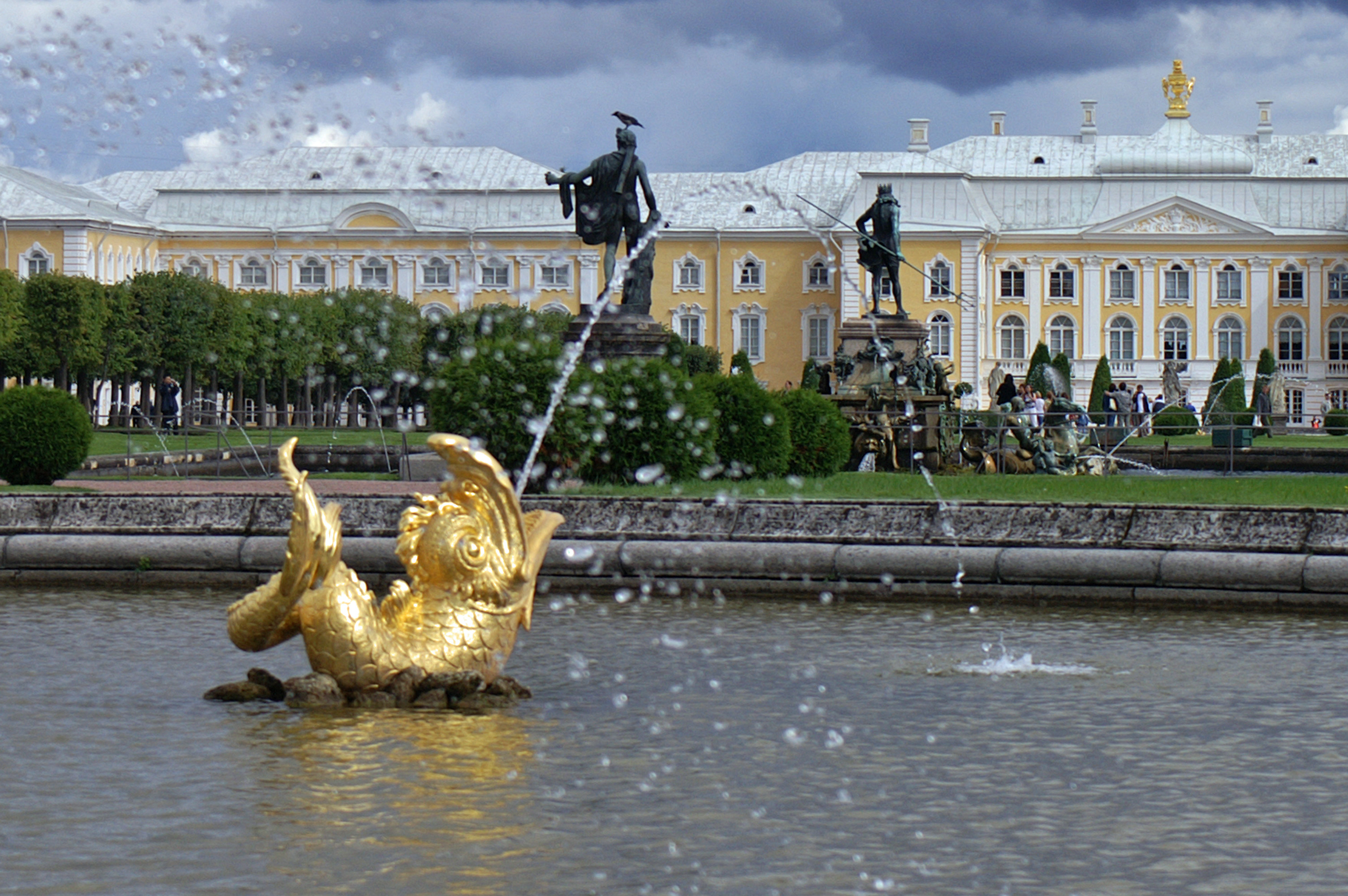
Os Jardins Altos de Peterhof.

Tal como os Jardins Inferiores, os Jardins Superiores (Verhnyy Sad) contêm muitas fontes, distribuídas entre sete grandes tanques. O ajardinamento, no entanto, é completamente diferente: enquanto que os Jardins Inferiores são estritamente geométricos, os Jardins Superiores não apresentam essa característica. Embora muitas das fontes tenham esculturas curiosas, os trabalhos de água são comparativamente inexpressivos.
Nó arquitectónico do grande conjunto, o Grande Palácio (Bolshoi Dvorets) ergue-se no alto de uma colina com vistas para o mar e une, como uma charneira, os Jardins Inferiores aos comparativamente menores Jardins Superiores. Abaixo da fachada Norte do Grande Palácio fica a Grande Cascata (Bolshoi Kaskad), que se estende através do Canal Marítimo até ao Báltico, um dos mais extensos trabalhos de água do período Barroco, o qual divide os Jardins Inferiores. Estes dois elementos, Grande Palácio e Grande Cascata/Canal Marítimo, são as peças centrais de todo o conjunto.

### A Grande Cascata e a Fonte Sansão
A Grande Cascata tomou como modelo uma outra construída por Luís XIV de França no seu  Château de Marly, palácio que é igualmente comemorado num dos pavilhões de Peterhof, o Pavilhão de Marly. 
No centro da cascata fica uma gruta artificial com duas escadarias, coberta no exterior e no interior com pedra castanha talhada. Actualmente, esta gruta contém um modesto museus da história das fontes. Uma das peças expostas é uma mesa carregando uma taça de frutos artificiais, uma réplica de outra mesa semelhante construída sob a direcção de Pedro I. A mesa e manipulada por jactos de água que molham os visitantes quando eles alcançam os frutos, um elemento dos jardins maneiristas que permaneceu popular na Alemanha. A gruta liga-se ao palácio por um corredor dissimulado. 
As fontes da Grande Cascata estão localizadas abaixo da gruta, de cada um dos seus lados. As suas águas fluem para um tanque semi-circular, o final do Canal Marítimo alinhado com a fonte. Na década de 1730, a grande Fonte de Sansão foi colocada no tanque. Esta tem um duplo simbolismo ao descrever o momento em que as lágrimas de Sansão abrem as mandíbulas do leão, representando a vitória da Rússia sobre a Suécia na Grande Guerra do Norte. O leão é um elemento do brasão da Suécia, e uma das grandes batalhas da guerra, a Batalha de Poltava, foi vencida no dia de São Sansão. A partir das mandíbulas do leão ergue-se um jacto de água vertical com vinte metros de altura, o mais alto de Peterhof. Esta obra de mestre, concebida por Mikhail Kozlovsky, foi pilhada pelos invasores alemães durante a Segunda Guerra Mundial. Uma réplica da estátua foi instalada em 1947. 
Provavelmente, a maior realização tecnológica de Peterhof consiste no facto de todas as fontes funcionarem sem o uso de bombas. A água é fornecida por nascentes naturais e recolhida em reservatórios situados nos Jardins Superiores. A diferença de elevação cria a pressão que activa as fontes dos Jardins Inferiores, incluindo a Grande Cascata. A Fonte de Sansão é abastecida por um aqueduto especial com mais de 4 km, o qual garante água e pressão a partir de uma fonte mais elevada.

### Os Jardins Inferiores

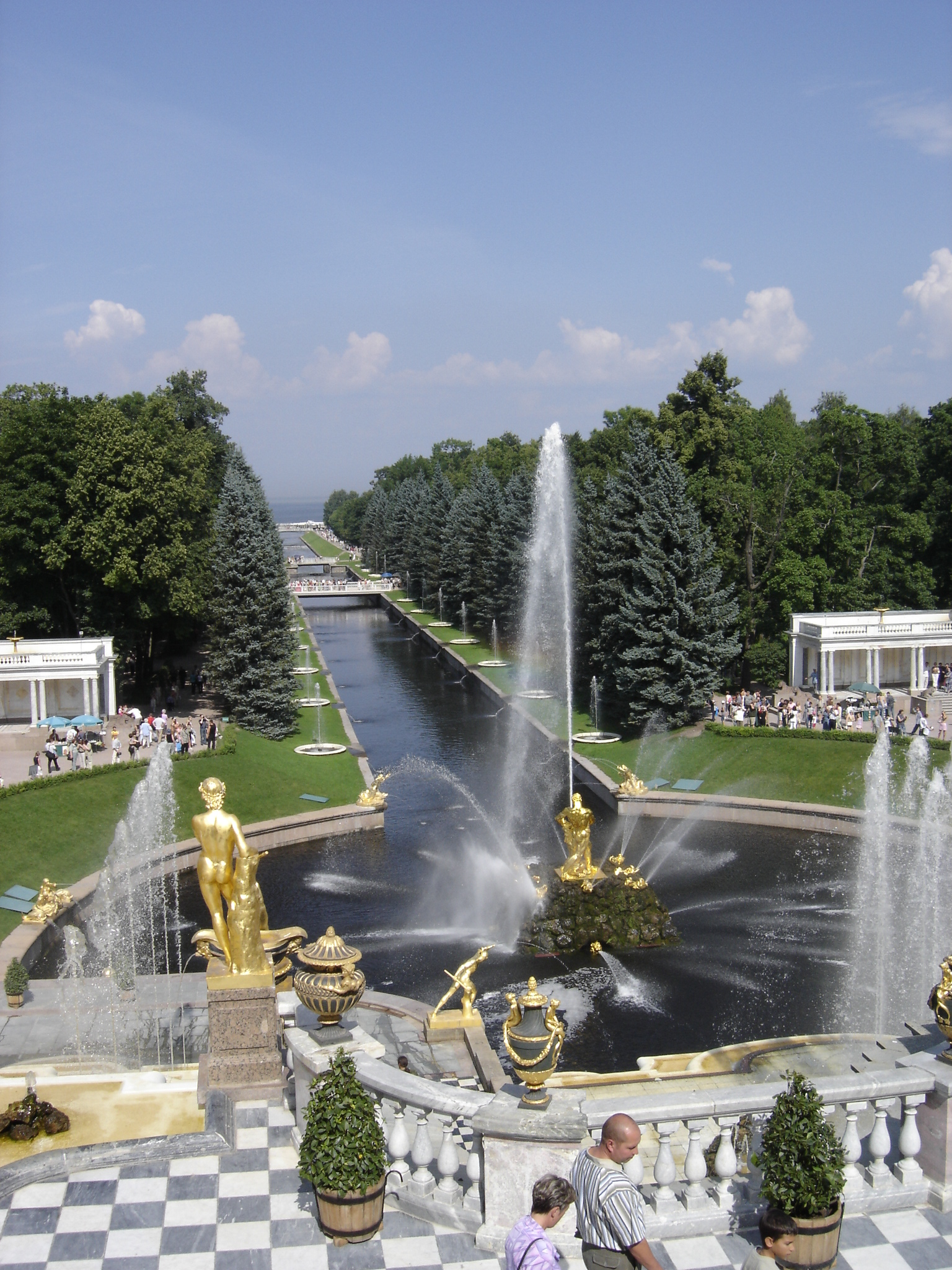
O Canal Marítimo, em Peterhof.

A expansão dos Jardins Inferiores desenha-se à maneira formal francesa. Apesar de muitas árvores estarem cobertas de vegetação, nos últimos anos prosseguiu o recorte formal ao longo de muitas alamedas, para restaurar a aparência original do jardim. 
Muitas das fontes aqui localizadas exibem um excepcional grau de criatividade. Um dos desenhos mais notáveis intitula-se "O Sol". Consiste num disco irradiando jactos de água do seu bordo, criando uma imagem que lembra os raios do Sol. A sua estrutura gira, toda ela, em torno de um eixo vertical, para que a face virada ao Sol mude constantemente. 
Várias fontes foram desenhadas com o objectivo específico de molhar os visitantes. Duas tomam a forma de árvores esguias com jactos de água que se activam quando alguém se aproxima. Outra, semelhante a uma sombrinha com um jogo circular de cadeiras dispostas em volta do tronco, solta uma cortina de água a partir da sua borda quando alguém entra para se sentar. 
A mesma colina que providencia o cenário para a Grande Cascata aloja duas outras cascata muito diferentes. A Oeste do Grande Palácio fica a Montanha Dourada (Zolotaia Gora), decorada com estatuária em mármore que contrasta com as desordenadas figuras douradas da Grande Cascata. A Este fica a Montanha de Xadrez (Shahmatnaia Gora), uma larga queda de água inclinada, cuja superfície é coberta por telhas pretas e brancas, como um tabuleiro de xadrez. 
As fontes mais proeminentemente posicionadas em Peterhof são "Adão" e "Eva". Estas duas fontes ocupam posições simétricas em cada lado do Canal Marítimo, cada uma na conjunção de oito caminhos.

## Informações turísticas

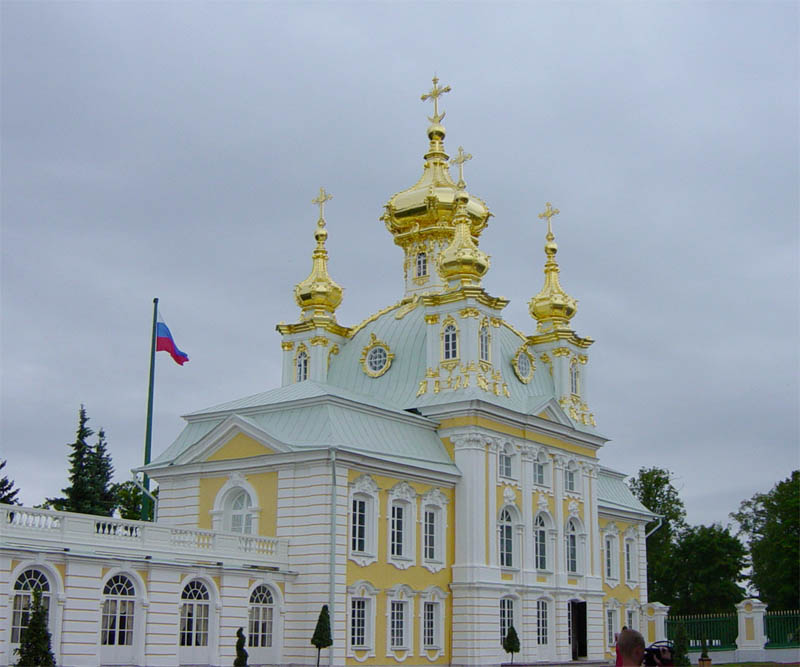
A Capela Este, uma de um par que flanqueia os edifícios principais.

Peterhof encontra-se novamente acessível por mar; existem barcos que partem do Palácio de Inverno, em São Petersburgo, passam o Rio Neva e a costa do Golfo da Finlândia, e acostam na entrada do Canal Marítimo. O palácio também tem fácil acesso por estrada. Os transportes públicos e as carrinhas privadas fazem viagens regulares a partir de São Petersburgo. 
Os Jardins Superiores têm acesso livre, mas a entrada para os Jardins Inferiores requer a compra de bilhetes (não incluídos na taxa paga pela viagem de barco pelos visitantes que escolhem aquele meio de transporte). O palácio e a gruta só têm acesso através de visitas guiadas. 
Tal como muitas outras atracções turísticas na Rússia, os bilhetes para os  cidadãos russos são descontados para cerca de 10% dos preços cobrados aos visitantes estrangeiros. Isso significa que é permitido aos cidadãos locais usar a frente de mar para apanhar Sol e nadar. 
As horas são limitadas. Mesmo durante a estação turística do Verão, os Jardins Inferiores só abrem entre as dez e as onze horas da manhã e as fontes são desligadas às cinco horas da tarde.